# Schizonycha microlepida
Schizonycha microlepida är en skalbaggsart som beskrevs av Moser 1919. Schizonycha microlepida ingår i släktet Schizonycha och familjen Melolonthidae. Inga underarter finns listade i Catalogue of Life.